# Madhouse (studio)
MADHOUSE Inc. (jap. 株式会社 マッドハウス Kabushiki-gaisha Maddohausu) – japońskie studio zajmujące się animacją i produkcją anime, założone w 1972 roku.

## Produkcje
Opracowano na podstawie oficjalnej strony internetowej studia Madhouse.

### 1973-1983
- Ace o nerae! (jap. エースをねらえ! Ēsu o nerae!) (serial telewizyjny)
- Animation kikō: Marco Polo no bōken (jap. アニメーション紀行　マルコポーロの冒険 Animēshon kikō marukopōro no bōken)
- Ganba no bōken (jap. ガンバの冒険)
- Botchan (jap. 坊ちゃん)
- Manga sekai mukashibanashi (jap. まんが世界昔ばなし)
- Yuniko (jap. ユニコ)
- Rittai Animation: Ie naki ko (jap. 立体アニメーション 家なき子 Rittai animēshon ienakiko)
- Natsu e no tobira (jap. 夏への扉)
- Takarajima (jap. 宝島)
- Haguregumo (jap. 浮浪雲)
- Ace o nerae! (jap. エースをねらえ! Ēsu o nerae!) (film)
- Yuniko: Mahō no shima e (jap. ユニコ　魔法の島へ)

### 1984–1986
- Hadashi no Gen (jap. はだしのゲン)
- Kizuoibito (jap. 傷追い人)
- Genma taisen (jap. 幻魔大戦)
- Hi no tori: Hōō-hen (jap. 火の鳥　鳳凰編)
- Gurimu dōwa: kin no tori (jap. グリム童話　金の鳥)
- Hadashi no Gen 2 (jap. はだしのゲン２)
- SF shinseki: Lensman (jap. ＳＦ新世紀　レンズマン SF shinseki renzu man)
- Jikū no tabibito –Time Stranger– (jap. 時空の旅人　ーTime Strangerー)
- Bobby ni kubittake (jap. ボビーに首ったけ bobī nikubittake)
- Hi no tori: Yamato-hen (jap. 火の鳥　ヤマト編)
- Kamui no ken (jap. カムイの剣)
- Hi no tori: Uchū-hen (jap. 火の鳥　宇宙編)

### 1987–1988
- X densha de ikou (jap. Ｘ電車でいこう)
- Miyazawa Kenji sakuhin-shū: Kaze no mata saburō (jap. 宮沢賢治作品集　風の又三郎)
- Yōjūtoshi (jap. 妖獣都市)
- Makai toshi <Shinjuku> (jap. 魔界都市＜新宿＞)
- Piesek Bum Bum (jap. ほえろブンブン Hoero bunbun)
- Akuma no hanayome: Ran no kumikyoku (jap. 悪魔の花嫁～蘭の組曲)
- Gokiburi-tachi no tasogare (jap. ゴキブリたちの黄昏)
- Fū o nuke! (jap. 風を抜け！)
- Yōsei-ō (jap. 妖精王)
- Natsufuku no shōjo-tachi: Hiroshima Shōwa 20-nen 8-tsuki 6-nichi (jap. 夏服の少女たち～ヒロシマ・昭和20年8月6日～)
- Miyazawa Kenji sakuhin-shū: Donguri to yamaneko (jap. 宮沢賢治作品集　どんぐりと山猫)
- Gingahideo densetsu: Waga yuku wa hoshi no taikai (jap. 銀河英雄伝説　ーわが征くは星の大海ー)

### 1989–1990
- CYBER CITY OEDO 808
- Tezuka Osamu monogatari: Boku wa Son Gokū (jap. 手塚治虫物語　ぼくは孫悟空)
- Teki wa kaizoku: Neko-tachi no kyōen (jap. 敵は海賊～猫たちの饗宴～)
- Yawara! A fashionable judo girl!
- Nineteen 19
- Urusei Yatsura: Ha~to o tsukame (jap. うる星やつら　ハ～トをつかめ)
- Kronika wojny na Lodoss (jap. ロードス島戦記 Rōdosu shimasenki)
- Urusei Yatsura: Yagi-san to chīzu (jap. うる星やつら　やぎさんとチーズ)
- Manie-Manie: Meikyū monogatari (jap. Manie-Manie　迷宮物語)
- Midnight Eye: Gokū (jap. MIDNIGHT EYE　ゴクウ)
- Easy Cooking Animation: Seishun no shokutaku (jap. EASY COOKING ANIMATION　セイシュンの食卓)
- Midnight Eye: Gokū II (jap. MIDNIGHT EYE　ゴクウⅡ)

### 1991–1992
- Eguchi hisashi no Nantoka narudesho! (jap. 江口寿史のNANTOKA NARUDESHO!)
- Kimba, biały lew (jap. アニメ交響詩　ジャングル大帝 Anime kōkyō uta: Janguru taitei)
- Urusei Yatsura: Reikon to Date (jap. うる星やつら　霊魂とデート)
- Urusei Yatsura: Always My Darling (jap. うる星やつら　いつだって・マイ・ダーリン urusei yatsura itsu datte Mai dārin)
- Urusei Yatsura: Otomeba shika no kyōfu (jap. うる星やつら　乙女ばしかの恐怖)
- Mamono hantā Yōko (jap. 魔物ハンター妖子)
- Mamono hantā Yōko 2 (jap. 魔物ハンター妖子２)
- Tōkyō Babylon (jap. 東京BABYLON)
- Kaze no na wa Amnesia (jap. 風の名はアムネジア Kaze no na wa amunejia)
- Download Namu amida butsu wa ai no shi (jap. DOWNLOAD　南無阿弥陀仏は愛の詩)
- Teito monogatari (jap. 帝都物語)
- Zetsuai 1989 (jap. 絶愛ー1989ー)

### 1993−1994
- Hiroshima ni ichiban densha ga hashitta: 300-tsū no hibaku taiken shuki kara (jap. ヒロシマに一番電車が走った～300通の被爆体験手記から～)
- Singles
- A-Girl
- Pops
- O-Edo wa nemurenai! (jap. お江戸はねむれない！)
- Mamono hantā Yōko: Super Music Clip (jap. 魔物ハンター妖子　スーパー・ミュージック・クリップ Mamono hantā Yōko: sūpā myūjikku kurippu)
- Oshare kozō wa hana maru (jap. お洒落小僧は花マルッ)
- Mamono hantā Yōko 3 (jap. 魔物ハンター妖子３)
- Battle Angel Alita (jap. 銃夢　GUNNM Jūyume GUNNM)
- Rumik World: Ningyo no kizu (jap. るーみっくわーるど(5)　人魚の傷 Rumikku warudo (5) ningyo no kizu)
- Kiss wa hitomi ni shite (jap. キッスは瞳にして Kissuhahitominishite)
- Yawara! Sore yuke koshi nuke kizzu!! (jap. Yawara!　それゆけ腰ぬけキッズ!!)
- DNA 2: Dokoka kadenaku shita aitsu no aitsu (jap. Ｄ・Ｎ・Ａ２　～何処かかでなくしたあいつのアイツ～)
- Final Fantasy
- Clamp in Wonderland
- Bronze Koji Nanjo cathexis
- The Cockpit vol. 1: Seisōken kiryū (jap. THE COCKPIT vol.1　成層圏気流 )
- Mamono hantā Yōko 5: Kōin haō no ran (jap. 魔物ハンター妖子５　光陰覇王の乱)
- Ma kujaku-ō (jap. 真・孔雀王)
- Yūgen gaisha (jap. 幽幻怪社)
- Tōkyō Babylon 2 (jap. 東京BABYLON2)
- O-hoshi-sama no rēru (jap. お星さまのレール)
- Natsuki kuraishisu (jap. なつきクライシス)
- Ninja Scroll (jap. 獣兵衛忍風帖 Jūbeininpūchō)

### 1995–1997
- VAMPIRE HUNTER The Animated Series
- An'ne no nikki (jap. アンネの日記)
- X (jap. Ｘ(エックス))
- Maluda (jap. あずきちゃん Azuki-chan) (serial telewizyjny)
- Memories Episode 2: Stink Bomb EMORIES EPISODE 2 STINK BOMB:　Saishūheiki (jap. MEMORIES EPISODE 2 STINK BOMB　最臭兵器)
- DNA 2: Dokoka kadenaku shita aitsu no aitsu (jap. Ｄ・Ｎ・Ａ２　～何処かかでなくしたあいつのアイツ～)
- Yawara! special: Zutto kimi no koto ga... (jap. YAWARA! special　ずっと君のことが…。)
- Fushigi no kuni no Miyuki-chan (jap. 不思議の国の美幸ちゃん)
- Wspaniała Birdy (jap. 鉄腕バーディー Tetsuwan bādī)
- Mamono hantā Yōko 2 (jijyō) (jap. 魔物ハンター妖子２(じじょう))
- Maluda (jap. あずきちゃん Azuki-chan) (film)
- Kattobase! Dreamers: Carp tanjō monogatari (jap. かっ飛ばせ！　ドリーマーズ -カープ誕生物語- Kattobase! Dorīmāzu: kāpu tanjō monogatari)

### 1998−1999
- Petshop of Horrors
- Trigun
- Master Keaton (jap. MASTER KEATON　マスターキートン) (serial telewizyjny)
- B bīdaman: bakugaiden (jap. Ｂビーダマン　爆外伝)
- Aleksander senki (jap. アレクサンダー戦記 arekusandā senki)
- Master Keaton (jap. MASTER KEATON　マスターキートン) (OVA)
- Perfect Blue
- Kasei ryodan dana saito 999. 9 (jap. 火星旅団ダナサイト999.9 )
- Cardcaptor Sakura (jap. カードキャプターさくら)
- Shihaisha no tasogare: Twilight of the Dark Master (jap. 支配者の黄昏　TWILIGHT OF THE DARK MASTER)
- Superdoll Rika-chan (jap. スーパードール★リカちゃん Sūpādōru ★ rikachan)
- Psychodiver: mashō bosatsu (jap. サイコダイバー　魔性菩薩 Saikodaibā: mashō bosatsu)

### 2000
- Kaze makase tsuki kageran (jap. 風まかせ月影蘭)
- Clover
- Sakura taisen (jap. サクラ大戦)
- Gekijōban Cardcaptor Sakura (jap. 劇場版　カードキャプターさくら)
- Shūkan Storyland (jap. 週刊ストーリーランド shūkan sutōrīrando)
- Superdoll ★ Rika-chan: Rika-chan zettai zetsumei! Dōrunaitsu no kiseki (jap. スーパードール★リカちゃん　リカちゃん絶体絶命！　ドールナイツの奇跡 sūpādōru ★ rikachan rikachan zettai zetsumei! Dōrunaitsu no kiseki)
- Hajime no Ippo (jap. はじめの一歩)
- Jubei-chan: Lovely gantai no himitsu (jap. 十兵衛ちゃん　ーラブリー眼帯の秘密  jūbeichan raburi gantai no himitsu)
- Hidamari no ki (jap. 陽だまりの樹)
- Di Gi Charat (jap. デ・ジ・キャラット)
- Bugīpoppu wa warawanai (jap. ブギーポップは笑わない)
- B bīdaman: Baku gaiden V (jap. Ｂビーダマン　爆外伝Ｖ)

### 2001
- Gakuen senki Muryō (jap. 学園戦記ムリョウ)
- Rizelmine (jap. りぜるまいん　rizelmine Rizerumain)
- Kapitan Jastrząb (jap. キャプテン翼 Kyaputen tsubasa)
- TRAVA★FIST THE PLANET episode1
- Galaxy Angel (jap. ギャラクシーエンジェル Gyarakushī enjeru) (1. seria)
- Alexander senki (jap. アレクサンダー戦記 Arekusandā Senki)
- Chance: Triangle Session (jap. チャンス　トライアングルセッション Chansu toraianguru sesshon)
- Gekijōban Cardcaptor Sakura fūin sareta Card (jap. 劇場版　カードキャプターさくら　封印されたカード Gekijōban kādokyaputā sakura fūin sareta kādo)
- Beyblade (jap. 爆転シュート　ベイブレード Bakuten shūto beiburēdo)
- Gekijōban Kero-chan ni omakase! (jap. 劇場版　ケロちゃんにおまかせ！)
- Panyo Panyo: Di Gi Charat (jap. ぱにょぱにょ　デ・ジ・キャラット Panyopanyo de ji kyaratto)
- PARTY７

### 2002-2012[2]
- Akagi
- Allison & Lillia
- Animatrix (epizody: Program oraz Rekord świata)
- Aoi Bungaku
- Aquarian Age: Sign for Evolution
- Batman: Rycerz Gotham (In Darkness Dwells i Deadshot)
- Beck: Mongolian Chop Squad
- Beyblade
- Bio Hunter
- Black Lagoon
- Boogiepop Phantom
- Btooom!
- Carried by the Wind: Tsukikage Ran
- Casshern Sins
- Chance Pop Session
- Chaos;Head
- Chi’s Sweet Home
- Chobits
- Claymore
- The Cockpit
- Constant Payne
- Death Note
- Demon City Shinjuku
- Dennō Coil
- Devil May Cry
- Doomed Megalopolis
- Dragon Drive
- The Dream Machine
- Final Fantasy: Legend of the Crystals
- Galaxy Angel
- O dziewczynie skaczącej przez czas
- Gokusen
- Gungrave
- Gunslinger Girl
- Hunter × Hunter [2011]
- Hanada Shōnen-shi
- Hells Angels
- Hellsing Ultimate
- Highlander: The Search for Vengeance
- Highschool of the Dead
- Hulk podwójne starcie
- Ichigo 100%
- Kaiba
- Kaiji
- Kamen no Maid Guy
- Kemonozume
- Kiba
- Kobato.
- Kurozuka
- Lament of the Lamb
- Last Order: Final Fantasy VII
- Magic User's Club
- Magical Nyan Nyan Taruto
- Magical Shopping Arcade Abenobashi
- Mai Mai Miracle
- Marvel Anime
- Majin Tantei Nōgami Neuro
- MapleStory
- Memories (Śmierdząca Bomba)
- Metropolis
- Millennium Actress
- Mirage of Blaze
- Mokke
- Monster
- Mōryō no Hako
- Nana
- Nasu: Summer in Andalusia
- Needless
- Neo Tokyo
- Night Warriors – Darkstalkers' Revenge
- Oh! Edo Rocket
- Oku-sama wa Joshi Kōsei
- One Outs
- Otogi-Jūshi Akazukin
- Paprika
- Paradise Kiss
- Paranoia Agent
- Phantom Quest Corp.
- Piano no Mori
- Pita-Ten
- Princess Resurrection
- Rainbow: Nisha Rokubō no Shichinin
- Redline
- Reign: The Conqueror
- Rideback
- Rizelmine
- Rodzice chrzestni z Tokio
- Saiunkoku monogatari
- Sexy Commando Gaiden: Sugoiyo!! Masaru-san
- Shigurui
- Shingu: Secret of the Stellar Wars
- Sōten Kōro
- Space Pirate Captain Herlock: The Endless Odyssey
- A Spirit of the Sun
- Stich!
- Strawberry Panic!
- Summer Wars
- Supernatural: The Animation
- Sweet Valerian
- The Tatami Galaxy
- Tenjo tenge
- Texhnolyze
- Tokyo Tribe 2
- Top Secret ~The Revelation~
- Trava: Fist Planet
- True Peakock King
- Tsuki no Warutsu
- Twilight of the Cockroaches
- Ultraviolet: Code 044
- Unico
- Uninhabited Planet Survive!
- Vampire Hunter D: Żądza krwi
- Wicked City
- Wing Commander Academy
- WXIII: Patlabor the Movie 3
- Yona Yona Penguin
- Yume Tsukai

### 2013
- Daiya no A (jap. ダイヤのA)
- Hajime no Ippo: Rising (jap. はじめの一歩 Rising)
- Photo Kano (jap. フォトカノ Foto Kano)
- Kami-sama no inai nichiyōbi (jap. 神さまのいない日曜日)
- Chihayafuru 2 (jap. ちはやふる2)
- Gekijōban HUNTER×HUNTER: The LAST MISSION (jap. 劇場版HUNTER×HUNTER-The LAST MISSION-)
- Death Billiards (jap. デス・ビリヤード desu biriyādo)
- Gekijōban HUNTER×HUNTER: hiiro no gen'ei (jap. 劇場版HUNTER×HUNTER～緋色の幻影～)
- Iron Man: Rise of Technovore (jap. アイアンマン：ライズ・オブ・テクノヴォア)
- JUJU „Take Five”
- Shin sekaiju no meikyū: Millennium no shōjo (jap. 新・世界樹の迷宮　ミレニアムの少女 Shin sekaiju no meikyū mireniamu no shōjo)

### 2014
- Parasyte: The Maxim (jap. 寄生獣 セイの格率 Kiseijū sei no kakuritsu)
- Hanayamata (jap. ハナヤマタ)
- No Game No Life (jap. ノーゲーム・ノーライフ Nōgēmu nōraifu)
- Mahōka kōkō no rettōsei (jap. 魔法科高校の劣等生)
- Mahō sensō (jap. 魔法戦争)
- Shin sekaiju no meikyū 2: Fafnir no kishi (jap. 新・世界樹の迷宮２　ファフニールの騎士 Shin sekaiju no meikyū 2: fafunīru no kishi)

### 2015
- Daiya no A: SECOND SEASON (jap. ダイヤのA‐SECOND SEASON‐)
- One-Punch Man (jap. ワンパンマン wanpanman)
- Overlord (jap. オーバーロード ōbārōdo)
- Ore monogatari!! (jap. 俺物語!!)
- Death Parade (jap. デスパレｰド Desuparēdo)

### 2016
- Alderamin (jap. アルデラミン Aruderamin)
- ALL OUT!!
- Prince of Stride: Alternative (jap. プリンス・オブ・ストライド オルタナティブ Purinsu Obu sutoraido orutanatibu)

### 2017
- Marvel Future Avengers (jap. マーベル フューチャー・アベンジャーズ Māberu fyūchā abenjāzu)
- ACCA13-ku kansatsu-ka (jap. ACCA13区監察課)
- No Game No Life Zero (jap. ノーゲーム・ノーライフ ゼロ Nōgēmu nōraifu zero)
- (Kōhen) gekijō-ban sōshūhen ōbārōdo: shikkoku no eiyū (jap. 【後編】劇場版総集編 オーバーロード 漆黒の英雄)
- (Zenpen) gekijō-ban sōshūhen ōbārōdo: fushi-sha no ō (jap. 【前編】劇場版総集編 オーバーロード 不死者の王)
- Kimi no koe o todokenai (jap. きみの声をとどけたい)
- Ezakiguriko pokkīchokorēto CM sheahapi dai 2-shō odekake-hen (jap. 江崎グリコ ポッキーチョコレートCM シェアハピ 第２章　おでかけ篇)
- Cardcaptor Sakura: Clear Card-hen Prologue: Sakura to futatsu no kuma (jap. カードキャプターさくら　クリアカード編　プロローグ　さくらとふたつのくま Kādokyaputā sakura kuriakādo-hen purorōgu sakura to futatsu no kuma)

### 2018
- Cardcaptor Sakura Clear Card-hen (jap. カードキャプターさくら クリアカード編 Kādokyaputā sakura kuriakādo-hen)
- Marvel Future Avengers (jap. マーベル フューチャー・アベンジャーズ Māberu fyūchā abenjāzu)
- Sora yori mo tōi basho (jap. 宇宙よりも遠い場所)
- Overlord II (jap. オーバーロードⅡ Ōbārōdo Ⅱ)
- Waka okami wa shōgakusei (jap. 若おかみは小学生！) (seria telewizyjna)
- Chūkan Kanriroku Tonegawa (jap. 中間管理録トネガワ)
- Overlord III (jap. オーバーロードⅢ Ōbārōdo Ⅲ)
- Waka okami wa shōgakusei (jap. 若おかみは小学生！) (Film)

### 2019
- No Guns Life (jap. ノー・ガンズ・ライフ Nō ganzu raifu )
- Daiya no A act Ⅱ (jap. ダイヤのA actⅡ)
- Chihayafuru 3 (jap. ちはやふる3)
- Shōmetsu toshi (jap. 消滅都市)
- Bugīpoppu wa warawanai (jap. ブギーポップは笑わない)

### 2020
- No Guns Life 2 (jap. ノー・ガンズ・ライフ（第2期）)

### 2021
- takt op.Destiny (jap. タクトオーパス デスティニー)
- Sonny Boy (jap. サニーボーイ)
- Kyūketsuki sugu shinu (jap. 吸血鬼すぐ死ぬ)

### 2022
- Mushikaburi-hime (jap. 虫かぶり姫)
- Hakodzume: Kōban joshi no gyakushū (jap. ハコヅメ～交番女子の逆襲～)
- Gubbai, don gurīzu! (jap. グッバイ、ドン・グリーズ！)
- Goodbye, Don Glees! (jap. グッバイ、ドン・グリーズ! Gubbai, Don Gurīzu!)

### 2023
- Yamada-kun to Lv999 no koi o suru (jap. 山田くんとLv999の恋をする)
- Frieren. U kresu drogi (jap. 葬送のフリーレン Sōsō no Furīren)
- AI no idenshi (jap. AIの遺電子)
- Kyūketsuki sugu shinu 2 (jap. 吸血鬼すぐ死ぬ２)
- Kin no kuni mizu no kuni (jap. 金の国水の国)